# 神戸市立月が丘小学校
神戸市立月が丘小学校（こうべしりつ つきがおかしょうがっこう）は、兵庫県神戸市西区月が丘七丁目にある公立小学校。

## 概要
1995年9月1日に神戸市立押部谷小学校から分離し、開校。本来は4月1日に開校する予定であったが、同年1月に起こった阪神・淡路大震災の影響で延期された。

## 沿革
- 1995年（平成7年）
  - 4月 - 開校予定だったが、1月17日5時46分頃に発生した阪神・淡路大震災により、開校を延期した。
  - 7月20日 - 押部谷小学校にて、分離式・お別れ式開催。
  - 9月1日 - 阪神・淡路大震災の影響で延期された開校式を挙行。開校時点の児童数は551名・18学級。
  - 10月1日 - 開校記念運動会開催。
  - 11月27日 - 開校記念植樹の集い開催。植樹された木は、押部谷小学校PTAから寄贈された月桂樹の木。
- 1996年（平成8年）2月17日 - 開校記念式を挙行し、記念音楽会を開催した。

## 校区
- 神戸市西区
  - 月が丘1 - 7丁目・美穂が丘5丁目（6 - 11番と12番の一部）

## 卒業後の進路
- 神戸市立押部谷中学校

## 校区周辺
- 近江寺
- 兵庫県道22号神戸三木線
- 兵庫県道563号神出山田自転車道線

## アクセス
- 神戸電鉄粟生線栄駅から北へ1.2km
- 神姫バス 73・74・76系統、神姫ゾーンバス 12・20A系統
  - 「月が丘小学校前」より

## 通学区域が隣接している学校
- 神戸市立押部谷小学校
- 三木市立志染小学校
- 神戸市立押部谷小学校